# Giennadij Judin (1840–1912)
Giennadij Wasiliewicz Judin (ros. Геннадий Васильевич Юдин, ur. 29 lutego (13 marca) 1840 Jekaterinskij Zawod, gubernia tobolska – 18 (31) marca 1912 Krasnojarsk) – rosyjski bibliofil i przemysłowiec z Krasnojarska. Jego ojciec, matematyk-samouk, obudził w synu pasję do książek.

## Życiorys
Zgromadził olbrzymią bibliotekę, liczącą ponad 80 000 tomów, należącą do największych prywatnych księgozbiorów dziewiętnastego wieku. Kolekcjonował również rękopisy i dokumenty (łącznie ok. 500 000 jednostek). Posiadał m.in. pierwodruki klasyków literatury rosyjskiej, komplety czasopism i gazet XVIII-XIX w., druki zakazane i wydane bez zgody cenzury, zagraniczne książki o Rosji, prace z zakresu dziejów Syberii i Dalekiego Wschodu. W zbiorach Judina znalazły się fragmenty księgozbiorów wybitnych historyków i myślicieli rosyjskich, m.in. Nikołaja Pogodina. Z księgozbioru Judina korzystał m.in. w 1897 r. Włodzimierz Lenin.
Księgozbiór został umieszczony w specjalnie zbudowanym drewnianym budynku w majątku właściciela w Tarakanówce pod Krasnojarskiem. Księgozbiór początkowo rozmieszczany był w układzie działowym, później zaś – z powodu braku miejsca – nowe nabytki rozmieszczano według formatów. W pierwszych latach XX wieku Judin postanowił sprzedać swoją bibliotekę. Postawił jednak warunek, by księgozbiór nie uległ podziałowi, a kolekcja nosiła jego imię. Ponieważ nie udało się znaleźć nabywcy w Rosji, zbiór został zakupiony w 1907 r. przez Bibliotekę Kongresu w Waszyngtonie. Kolekcja Judina jest tam najcenniejszym elementem zbiorów slawistycznych. Po sprzedaży zbiorów właściciel zaczął na nowo gromadzić księgozbiór. Do chwili śmierci zgromadził ok. 20 000 tomów, przechowywanych dziś w Państwowej Uniwersalnej Bibliotece Naukowej Kraju Krasnojarskiego.